# Sjaak Haakman
Sjaak Haakman es un deportista neerlandés que compitió en vela en la clase Laser. Ganó una medalla de oro en el Campeonato Europeo de Laser de 1979.

## Palmarés internacional
| Campeonato Europeo | Campeonato Europeo | Campeonato Europeo | Campeonato Europeo |
| Año                | Lugar              | Medalla            | Clase              |
| ------------------ | ------------------ | ------------------ | ------------------ |
| 1979               | Bangor (Suecia)    | Medalla de oro     | Laser              |